# Ladoffa coccinea
Ladoffa coccinea är en insektsart som beskrevs av Fowler 1900. Ladoffa coccinea ingår i släktet Ladoffa och familjen dvärgstritar. Inga underarter finns listade i Catalogue of Life.